# روري واتسون
روري واتسون (5 فبراير 1996 بيورك في المملكة المتحدة - ) (بالإنجليزية: Rory Watson) هو لاعب كرة قدم بريطاني في مركز حراسة المرمى. لعب مع سكونثورب يونايتد وهال سيتي ونادي غاينسبورو ترينيتي وNorth Ferriby United A.F.C. ‏.

## وصلات خارجية
- روري واتسون على موقع قاعدة بيانات كرة القدم.إي يو (الإنجليزية)
- روري واتسون على موقع Soccerbase.com (لاعب) (الإنجليزية)
- روري واتسون على موقع Soccerway.com (الإنجليزية)
- روري واتسون على موقع AS.com (الإسبانية)

{{شريط تصفح تشكيلة فريق كرة قدم
|الاسم=
|اسم الفريق= نادي ريكسهام
|القائمة=
- 1 أوكونكو
- 3 Lewis Brunt [الإنجليزية]‏
- 4 Max Cleworth [الإنجليزية]‏
- 5 أوكونيل
- 6 Thomas O'Connor (footballer) [الإنجليزية]‏
- 7 ماكلين
- 8 كانون
- 9 بالمر
- 11 ماريوت
- 12 إيفانز
- 13 بورتون
- 15 دوبسون
- 16 رودريغيز
- 18 هاردي
- 19 Jacob Mendy [الإنجليزية]‏
- 20 راثبون
- 21 وارد
- 22 Modou Faal [الإنجليزية]‏
- 23 Sebastian Revan [الإنجليزية]‏
- 24 Dan Scarr [الإنجليزية]‏
- 27 Jake Bickerstaff [الإنجليزية]‏
- 28 سميث
- 29 بارنت
- 34 Aaron James (English footballer) [الإنجليزية]‏
- 37 جيمس
- 38 لي

{{لاعب تشكيلة فريق كرة قدم|الرقم=40|الاسم=Moore
{{لاعب تشكيلة فريق كرة قدم|الرقم=42|الاسم=Edwards
{{لاعب تشكيلة فريق كرة قدم|الرقم=43|الاسم=Rainbird
- 44 Purvis
- 45 Harry Ashfield [الإنجليزية]‏
- 47 Ryan Longman [الإنجليزية]‏
- – كاكاتشي
- – أوبراين
- – George Thomason (footballer) [الإنجليزية]‏
- – وينداس
- 10 Paul Mullin [الإنجليزية]‏
- مدرب: باركنسون